# لورا فورستر
لورا الیزابت فورستر (انگلیسی: Laura Forster; ۱۸۵۸ – ۱۱ فوریهٔ ۱۹۱۷) پزشک، جراح و پرستار استرالیایی بود که به خاطر خدماتش در فرانسه، بلژیک، ترکیه و روسیه در طول جنگ جهانی اول شناخته می‌شود.

## زندگی اولیه و تحصیلات
لورا الیزابت فورستر در سال ۱۸۵۸ در حومه سیدنی به نام راید متولد شد. پدرش ویلیام فورستر (۱۸۱۸–۱۸۸۲) زمین‌دار، شاعر، سیاستمدار و نخست‌وزیر نیووساوت ولز در سال‌های ۱۸۵۹–۱۸۶۰ بود و مادرش الیزا جین وال (۱۸۲۸–۱۸۶۲) نام داشت. لورا پنجمین فرزند از شش فرزند این ازدواج بود. الیزا در سال ۱۸۶۲ درگذشت و ویلیام با ماد جولیا ادواردز (۱۸۴۶–۱۸۹۳) ازدواج کرد. حاصل این ازدواج پنج فرزند بود که سه پسرشان در جنگ جهانی اول در حال خدمت در نیروی نظامی استرالیا کشته شدند. مدت کوتاهی پس از مرگ ویلیام فورستر در سال ۱۸۸۲، لورا به همراه نامادری و ناتنی خود، انید، به انگلستان رفت. ماد در نهایت با جان برن ماردوک، از افسران مهندسی سلطنتی ادینبورگ، ازدواج کرد. لورا در انگلستان ماند.
فورستر تا حدود سال ۱۸۷۹ در مدارس سیدنی تحصیل کرد. در ۱ نوامبر ۱۸۸۷، به عنوان دانشجوی پزشکی در دانشگاه برن سوئیس ثبت‌نام کرد. در این دانشگاه، ۱۲ ترم در مؤسسه پاتولوژی به تحقیق دربارهٔ فیبرهای دوک عضلانی پرداخت و در سال ۱۸۹۴ فارغ‌التحصیل شد. سال بعد مجوز طبابت در بریتانیا را دریافت کرد.

## حرفه پزشکی
پس از تکمیل آموزش دوگانه به عنوان پزشک و پرستار، فورستر در انگلستان ساکن شد و در آکسفورد به طبابت پرداخت. او همچنین مجوزهای لازم را از کالج سلطنتی پزشکان و جراحان گلاسگو، کالج سلطنتی پزشکان ادینبورگ و کالج سلطنتی جراحان ادینبورگ دریافت کرد. در سال ۱۹۰۰ به عنوان افسر پزشکی در درمانگاه کاتلر بولتر آکسفورد منصوب شد. در این دوران، او به بررسی علل و اثرات بیماری‌های تخمدان در زنان مبتلا به بیماری‌های روانی علاقه‌مند شد. در آزمایشگاه پاتولوژی تیمارستان کلیبری لندن، کالبدشکافی حدود ۱۰۰ زن فوت شده از بیمارستان‌های لندن و چارینگ کراس را انجام داد. در سال ۱۹۰۷، مقاله‌ای دربارهٔ بافت‌شناسی غدد لنفاوی انسانی مبتلا به سل تحت نظارت دکتر گوستاو مان منتشر کرد.
تأثیر گوستاو مان (که در رنگ‌آمیزی بافت‌شناسی تخصص داشت) و علاقه فورستر به تسلط بیشتر بر تکنیک‌های نوروهیستولوژی، او را بر آن داشت تا بین سال‌های ۱۹۱۰ تا ۱۹۱۱ چند ماهی در آزمایشگاه کاخال (که بعدها به نام مؤسسه کاخال معروف شد) در مادرید اسپانیا بگذراند. در آن زمان، دکتر سانتیاگو رامون ی کاخال به تازگی به عنوان دانشمندی برجسته در عرصه نوروهیستولوژی بین‌المللی شناخته می‌شد و بین سال‌های ۱۹۰۰ تا ۱۹۰۶ جوایز معتبری از جمله جایزه نوبل (۱۹۰۶) دریافت کرده بود. در سال ۱۹۱۱، فورستر سومین مقاله علمی خود را تحت نظارت کاخال منتشر کرد که کاملاً به زبان اسپانیایی نوشته شده بود. در این مقاله که به زیبایی مصور شده بود، او به تشریح تحقیقاتش دربارهٔ تخریب رشته‌های عصبی پس از آسیب نخاعی در پرندگان پرداخت و نشان داد که این فرایند اگرچه مشابه پستانداران است، اما در پرندگان سریع‌تر رخ می‌دهد. این مقاله که در اوت ۱۹۱۱ منتشر شد، طولانی‌ترین مقاله علمی او تا آن زمان بود. کاخال حداقل سه بار در آثار خود به تحقیقات فورستر اشاره کرد. او را می‌توان از پیشگامان علوم اعصاب زنان دانست.
در سال ۱۹۱۲، با آغاز جنگ بالکان، فورستر به اپیروس رفت تا به عنوان پرستار خدمت کند، زیرا در آن زمان زنان اجازه نداشتند در خط مقدم به عنوان پزشک فعالیت کنند.

## خدمات در جنگ
در سپتامبر ۱۹۱۴ و در جریان جنگ جهانی اول، فورستر در بیمارستان صحرایی صلیب سرخ بریتانیا در آنتورپ بلژیک مشغول به کار شد. او اولین پزشک زن استرالیایی بود که برای کمک به تلاش‌های پزشکی زمان جنگ به بلژیک سفر کرد، در حالی که زنان پزشک اجازه پیوستن به نیروهای پزشکی متفقین را نداشتند. هنگامی که بلژیک تحت بمباران آلمان قرار گرفت، فورستر و همکارانش تحت آتش سنگین به تخلیه سربازان بلژیکی و بریتانیایی پرداختند. پس از بمباران ویرانگر هواپیماهای آلمانی، او به فرانسه رفت و به مجروحان بلژیکی کمک کرد.